# Pafnuti Lwowitsch Tschebyschow

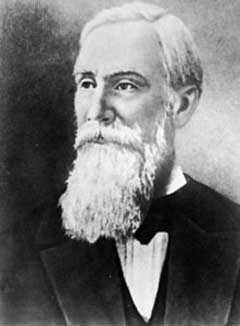
Pafnuti L. Tschebyschow

Mechanik des Tschebyschow-Mechanismus

Pafnuti Lwowitsch Tschebyschow (russisch Пафнутий Львович Чебышёв, wiss. Transliteration Pafnutij Lʹvovič Čebyšëv; * 4.jul. / 16. Mai 1821greg. in Okatowo im Kreis Borowsk (heute in der Oblast Kaluga); † am 26. Novemberjul. / 8. Dezember 1894greg. in Sankt Petersburg) war ein russischer Mathematiker. Tschebyschow gilt zusammen mit Nikolai Iwanowitsch Lobatschewski als der bedeutendste russische Mathematiker des 19. Jahrhunderts.
Sein Name schreibt sich russisch Пафнутий Львович Чебышёв, was nach heutiger Transkription zu Pafnuti Lwowitsch Tschebyschjow wird (Betonung der letzten Silbe); wiss. Transliteration Pafnutij Lʹvovič Čebyšëv, früher auch (falsch, da auf erster Silbe betont) als Tschebyschef oder Tschebyscheff oder Tschebyschew oder Tschebyschev und insbesondere im Englischen als Chebyshev transkribiert. Die meisten seiner Werke sind auf Französisch geschrieben oder übersetzt. Und sein Name ist in Französisch transkribiert: Tchebychef (siehe unten: Schriften, Œuvres).

## Leben
Tschebyschow stammte aus der Familie des Großgrundbesitzers Lew Pawlowitsch Tschebyschow. Er war eines von neun Kindern, 1832 zog er mit der Familie nach Moskau, wo er bei einem der besten privaten Mathematiklehrer, P. N. Pogorelski, Unterricht erhielt.
Er studierte ab 1837 an der Lomonossow-Universität bei Nikolai Dmitrijewitsch Braschman (bei dem er auch schon über Wahrscheinlichkeitstheorie hörte) und Nikolai Zernow. 1846 verteidigte er seine Magisterdissertation, 1847 reichte er in Sankt Petersburg seine Dissertation ein (pro venia legendi), worauf er eine Stelle an der Universität bekam. Er wurde in Sankt Petersburg von Wiktor Jakowlewitsch Bunjakowski gefördert, mit dem er 1849 die zahlentheoretischen Arbeiten von Leonhard Euler herausgab. Schließlich verteidigte er 1849 seine berühmte Doktor-Dissertation (Habilitationsschrift) „Theorie der Kongruenzen“, die als Buch erschien und in mehrere Sprachen übersetzt wurde. Sie erhielt einen Preis der Akademie.
1850 wurde er außerordentlicher Professor in St. Petersburg, 1860 ordentlicher Professor. In St. Petersburg hielt er Vorlesungen über Algebra, Analysis, Zahlentheorie sowie über Wahrscheinlichkeitstheorie. Während seiner Lehrtätigkeit in Sankt Petersburg unterrichtete Tschebyschow zwischen 1852 und 1858 unter anderem auch „Praktische Mechanik“ am Alexander-Lyzeum.
Tschebyschow sprach sehr gut Französisch und schrieb auch seine mathematischen Arbeiten meist zunächst auf Französisch. Er hatte auch frühzeitig Kontakt zu französischen und ausländischen Mathematikern und besuchte später regelmäßig die mathematischen Zentren in Westeuropa.
1882 ging er in den Ruhestand, wirkte aber weiter an der St. Petersburger Akademie und unterhielt einmal wöchentlich ein offenes Haus für seine vielen ehemaligen Schüler. 1894 starb er an Herzversagen.
Er war nie verheiratet. Sein jüngerer Bruder Wladimir Lwowitsch Tschebyschow war General und Professor an der St. Petersburger Artillerieakademie und finanzierte die erste Ausgabe der Gesammelten Werke von Tschebyschow.

## Werk
Tschebyschow arbeitete auf den Gebieten Interpolation, Approximation, Funktionentheorie, Wahrscheinlichkeitstheorie, Zahlentheorie (insbesondere Primzahltheorie), Mechanik und Ballistik (womit er in einem Komitee der Akademie befasst war).
Nach ihm benannt sind die Tschebyschow-Polynome (die zuerst in seinem Buch von 1854 über Mechanismen auftauchen), die Tschebyschow-Ungleichung, die Tschebyschow-Distanz, das Tschebyschow-Filter, der Satz von Tschebyschow, Tschebyschows schwaches Gesetz der großen Zahlen, der Satz von Bertrand-Tschebyschow, sowie die Tschebyschow-Summenungleichung, die Tschebyschow-Iteration und die Tschebyschow-Funktion. Ferner wird die Maximumsnorm (insbesondere in der Approximationstheorie) auch Tschebyschow-Norm genannt.
Seine Magisterdissertation von 1846 behandelte Ein Versuch zur elementaren Analyse der Wahrscheinlichkeitstheorie. Der Titel seiner Dissertation (1847, pro venia legendi) war Über die Integration mithilfe von Logarithmen, in der er die elementaren Integrationsmethoden diskutierte; seine Doktor-Dissertation (Habilitationsschrift) Theorie der Kongruenzen behandelte Aspekte der Zahlentheorie.
Tschebyschow befasste sich auch intensiv mit mechanischen Erfindungen, insbesondere Gelenkmechanismen. Einige seiner Modelle befinden sich im Mathematischen Institut der Russischen Akademie der Wissenschaften und im Pariser Conservatoire des Arts et Métiers. Dort ist auch ein Exemplar einer von ihm in den 1870er Jahren gebauten Rechenmaschine (ein weiteres Exemplar ist im Historischen Museum in Moskau). Er beschrieb seine Rechenmaschine 1882 in einem kurzen Artikel. Er entwickelte auch den Lambda-Mechanismus, den er erstmals auf der Weltausstellung Paris 1878 als The Plantigrade Machine öffentlich vorführte. 1893 wurden mehrere seiner Mechanismen auf der Weltausstellung in Chicago (World’s Columbian Exposition) ausgestellt.
Tschebyschow schrieb seine mathematischen Arbeiten meist zunächst auf Französisch. Er veröffentlichte bereits 1843 in der Zeitschrift von Joseph Liouville.
Er ist Begründer der St. Petersburger Mathematischen Schule. Zu seinen Schülern zählen Andrei Andrejewitsch Markow, Alexander Michailowitsch Ljapunow, Alexander Nikolajewitsch Korkin, Jegor Iwanowitsch Solotarjow, Dmitri Alexandrowitsch Grawe, Georgi Feodosjewitsch Woronoi, Wladimir Andrejewitsch Steklow.

## Ehrungen und Mitgliedschaften
Er war korrespondierendes Mitglied der Preußischen Akademie der Wissenschaften (1871), Auswärtiges Mitglied der Royal Society (1877), Mitglied der königlich italienischen und schwedischen Akademie der Wissenschaften. Er war seit 1860 korrespondierendes und ab 1874 volles Mitglied der französischen Akademie der Wissenschaften, als erster russischer Wissenschaftler. 1856 wurde er außerordentliches und 1858 ordentliches Mitglied der St. Petersburger Akademie der Wissenschaften. 1893 wurde er Ehrenmitglied der kurz zuvor gegründeten Sankt Petersburger Mathematischen Gesellschaft. Er war Mitglied der Ehrenlegion. 1849 erhielt er den Demidow-Preis. Der Asteroid (2010) Chebyshev und der Mondkrater Chebyshev sind nach ihm benannt.

## Schriften
- Œuvres, 2 Bände, St. Petersburg 1899, 1907, Kommission der Akademie der Wissenschaften, Andrei Markow und N. Sonin (Herausgeber), Französisch, Reprint New York, Chelsea 1962, Online: Band 1, Band 2
- Gesammelte Werke, 5 Bände, Russisch, Moskau, Leningrad 1944 bis 1951
- Theorie der Kongruenzen, Berlin, Mayer und Müller 1889, Online
- Théorie des mécanismes connus sous le nom de parallélogrammes, St. Petersburg 1854
- Definite integrals, the theory of finite differences, theory of probability (Vorlesungen 1879–1880, von Ljapunow aufgezeichnet), Berlin, NG-Verlag, 2004